# Marie Knight
Marie Knight (1 de junho de 1925 – 30 de agosto de 2009) foi uma cantora de música gospel e blues norte-americana.